# A Kind of Magic (phim hoạt hình)

## Giới thiệu
A Kind of Magic (tiếng Pháp: Magic - La Famille Féerique) (tiếng Việt: một loại ma thuật) là một bộ phim hoạt hình Pháp được tạo bởi Michel Coulon, dựa trên thiết kế ban đầu của Arthur de Pins. Nó được sản xuất bởi công ty hoạt hình Pháp Xilam Animation với sự tham gia của France 3 và Disney Pháp trong phần 1 và Gulli và Canal J cho phần 2. Bộ phim được đạo diễn bởi Charles Vaucelle ở mùa 1 và William Renaud ở mùa 2, thiết kế nhân vật bởi David Gilson và giám đốc sản xuất bởi Marc Du Pontavice.
Câu chuyện kể về một đứa trẻ 10 tuổi tên Tom, và các vấn đề của gia đình cậu, bao gồm chị gái của cậu Cindy (14 tuổi), người bị ám ảnh sau mỗi chàng trai mà cô nhìn thấy, con cóc 'Hoàng thượng' của cậu, người dì độc ác của cậu (Ferocia), người cũng muốn biến cậu thành ác quỷ, người mẹ bảnh bao Willow và người cha yêu tinh ăn chay Gregore, người đã bị đày khỏi xứ sở thần tiên và giờ phải sống trên Trái đất.
Bộ phim được phát sóng lần đầu tiên vào năm 2008 trên Disney Channel France và France 3.[cần giải thích] Bộ truyện được đánh giá là bộ phổ biến nhất tại triển lãm thương mại MIPCOM Junior năm 2007, thu hút hơn 280 người mua.
Mùa thứ hai bắt đầu phát sóng vào năm 2018. Bộ phim thứ hai được phát sóng trên Canal J.

## Sản xuất
Tên khác: Magic - La Famille Féerique (gốc)
Được tạo bởi: Michel Coulon và Arthur de Pins
Đạo diễn: Charles Vaucelle (mùa 1) và William Renaud (mùa 2)
Kịch bản: Michel Coulon, Yves Coulon, Jean-Marc Lenglen và Mark Hodkinson
Hướng nghệ thuật: Romain Coudray (mùa 2)
Trang trí: Cécile Thomas
Chỉnh sửa: Lou Bouniol và Saïd Ouadfel
Âm nhạc: Hervé Lavandier và Vincent Artaud (mùa 2)
Lồng tiếng: Trevor Devall, Kelly Sheridan, Erin Matthew, Pauline Newstone, Sapir Darmon và Mark Oliver
Giám đốc chính: Marc du Pontavice
Giám đốc liên kết sản xuất: Patrick Malka
Giám đốc sản xuất: Marc du Pontavice
Điều hành sản xuất: Katell Lardeux và Marie-Laurence Turpin (mùa 1), Dorothée Lanchier và Pierre Meloni (mùa 2)
Công ty sản xuất: Xilam, với sự tham gia của France 3 (mùa 1), Gulli và Canal J (mùa 2)
Ngân sách: 7 000 000 € (mùa 1)
Quốc gia: Pháp
Ngôn ngữ chính: Pháp
Thể loại: Hoạt hình, hài, giả tưởng
Thời lượng: 26 phút (mùa 1), 13 phút (mùa 2)

## Các nhân vật
Willow (đóng bởi Kelly Sheridan) là mẹ của Tom và Cindy, cô tiên, em gái của Ferocia
Nhân cách: Willow lạc quan, nhẹ dạ, tích cực, làm mẹ và vô tư. Cô ấy cũng có một nét tinh nghịch như đã thấy trong Meet The Parent và Frames!. Cô tin rằng thiện sẽ luôn chiến thắng cái ác. Cô ấy có thể nghiêm khắc khi cô ấy phải và cô ấy có thể bảo vệ quá mức được thể hiện trong Wishing Powder. Willow cũng là một người phụ nữ mạnh mẽ, luôn trung thực với di sản của mình và cô ấy là ai. Trong khi cô cố gắng hòa nhập vào thế giới thực, cô từ chối quên ai và cô là gì. Cô ấy cũng tự mình đứng lên, không để bất cứ ai coi cô ấy là điều hiển nhiên và không để thế giới khiến cô ấy thất vọng. Bên dưới tính cách vui vẻ, tích cực và vô tư của mình, Willow là một người phụ nữ rất thông minh. Tuy nhiên, cô ấy thật bảnh bao và ngây thơ.
Bề ngoài: Willow mảnh mai với làn da trắng, mái tóc tím nhạt, đôi cánh màu xanh nhạt và đôi mắt xanh. Cô ấy cũng có hông rộng nổi bật.
Trang phục: Ở thế giới thực, cô mặc một chiếc váy màu hồng với thắt lưng màu tím, hoa tai ngôi sao màu tím và đôi bốt màu tím. Ở xứ sở thần tiên, mái tóc của cô dài hơn, dài đến tận thắt lưng. Cô cũng mặc một chiếc váy màu cam có viền lá. Khi mặc đồ ngủ, cô ấy mặc một chiếc quần dài màu xanh lá cây và áo tank top màu vàng kem.
Sức mạnh và khả năng: Ngay cả khi là một nàng tiên trong thế giới thực và xứ sở thần tiên, cô ấy sử dụng đôi cánh và chuyến bay của mình. Ngoài ra, cô ấy sử dụng phép thuật của mình với cây đũa phép của mình để làm bất cứ điều gì.
Gregore (đóng bởi Trevor Devall) 40 tuổi, là bố của Tom và Cindy và là chồng của Willow
Nhân cách: Mặc dù từ bỏ việc trở thành một yêu tinh cải lương, anh là một người cha ngọt ngào, nhân từ, hiền lành và có trách nhiệm với Tomy và Cindie. Ngoài ra, anh là người cha, luôn có một chút vụng về, tốt bụng, vui vẻ, nhưng hèn nhát và sợ hãi bất cứ điều gì (trừ nha sĩ). Hướng đến một tính cách khó khăn khi anh ta không thích những trò hề và nghịch ngợm của Candy cùng với tiếng cười của Ferocié, gọi tên và lăng mạ anh ta ngoại trừ bất cứ điều gì xảy ra với anh ta, anh ta thường giận dữ, hung hăng, nóng nảy (nhưng nóng tính) và luôn luôn có cái ác
Bề ngoài: Gregore là một yêu tinh rất to lớn, cơ bắp và cao 9 feet (2,74 mét) (theo Newscaster) với mái tóc đỏ, bộ râu màu đỏ gụ và đôi mắt nâu.
Trang phục: Ở thế giới thực, anh mặc một chiếc áo màu vàng có hai túi, thắt lưng đen, quần maroon và giày đen. Đối với bộ đồ ngủ của mình, anh mặc một chiếc áo sơ mi màu xanh nước biển, quần soóc trắng nhạt và dép đi trong nhà. Ở xứ sở thần tiên, anh mặc một chiếc áo màu xanh lá cây giống Robin Hood với thắt lưng đen, quần nâu cà phê và giày đen.
Tom (đóng bởi Erin Matthews) 10 tuổi, Tom là em trai của Cindy, nhân vật chính và là một trong những nhân vật chính của loạt phim hoạt hình
Nhân cách: Khéo léo, tự phát và tinh nghịch, Tom có sự hiện diện trong tâm trí của một cậu bé phải tự chăm sóc bản thân từ khi còn rất nhỏ. Nhờ trí tưởng tượng vô hạn và phản xạ nhanh theo bản năng, cậu ta có thể thuyết phục bất cứ ai về bất cứ điều gì. Kỹ năng này rất hữu ích với những thành viên gia đình đãng trí của cậu, những người luôn quên rằng họ không còn sống trong một thế giới của những sinh vật ma thuật.
Bề ngoài: Tom là một con người lai mảnh khảnh (nửa yêu tinh và nửa thần tiên) với làn da trắng và đôi má ửng hồng, mái tóc nâu và đôi mắt nâu.
Trang phục: Ở thế giới thực, cậu mặc áo đỏ, quần jean xanh và giày trắng. Ở xứ sở thần tiên, cậu ta mặc một chiếc áo màu đỏ ruby với cổ áo trắng và thắt lưng màu đỏ sẫm với khóa vàng, quần đen và giày maroon màu tối. Khi mặc đồ ngủ, cậu mặc áo sơ mi dài tay màu xanh ô-liu và quần dài.
Cindy (đóng bởi Kelly Sheridan cho mùa 1 và Sapir Darmon cho mùa 2) 14 tuổi, là chị của Tom và là một trong nhân vật chính của phim hoạt hình
Nhân cách: Bướng bỉnh, nổi loạn và rất lãng mạn, Cindy biết rằng một tương lai tốt đẹp hơn đang chờ đợi cô. Ở xứ sở thần tiên, cô chịu trách nhiệm dọn dẹp cống rãnh của vương quốc, nhưng ở Thế giới thực, cô mơ ước những dự án lớn và một cuộc sống dễ chịu hơn. Giống như tất cả thanh thiếu niên (thanh thiếu niên), cô lo lắng về việc được những đứa trẻ khác ở trường chấp nhận. Nói chung, cô ấy phản đối việc sử dụng ma thuật bởi vì cô ấy cho rằng nó khó chịu, nhưng cô ấy sử dụng nó khi nó giúp cô ấy hoàn thành những gì cô ấy muốn.
Bề ngoài: Cindy là một con lai hình người mảnh khảnh (nửa yêu tinh, nửa thần tiên, giống như em trai của cô, Tom) với làn da trắng với đôi má ửng hồng cùng với mái tóc dài màu vàng bơ và đôi mắt màu xanh hoa oải hương.
Trang phục: Ở thế giới thực, cô mặc một chiếc áo màu hồng dâu với tay áo dài màu đỏ với quần và giày màu xanh xám mát mẻ, nhưng ở xứ sở thần tiên, mái tóc của cô giờ dài hơn với một ngôi sao màu cam được đính kèm và mặc một chiếc áo sơ mi màu nước váy teal tối màu rách rưới và đôi dép giống như cô bé lọ lem. Trong những tập phim như vậy, ngay cả khi cô mặc đồ ngủ, cô mặc một chiếc quần màu xanh nhạt và áo sơ mi màu xanh với tay áo dài màu tối.
Ferocia (đóng bởi Pauline Newstone) Ferocia là một nhân vật, dì của Tom và Cindy, chị của Wollow, một phù thủy, một kẻ phản anh hùng (cũng là một nhân vật phản diện chính khi cô có sức mạnh) và một nhân vật trung lập của loạt phim hoạt hình
Nhân cách: Nhiều từ mô tả Ferocia rằng tính cách của cô có: Trung lập, khủng khiếp, khủng khiếp, khó chịu, trung bình (đôi khi), tàn nhẫn, độc ác và đau đớn ở phía sau, nhưng cũng trung lập. Cô ấy thích gây ra tình trạng hỗn loạn, ngay cả đối với gia đình của mình. Cô cười khi cậu trai cô lên kế hoạch cướp chị gái và anh rể tất cả tiền tiết kiệm của họ và cô rất thích Tom sợ hãi với ý tưởng bị lãng quên nếu bố mẹ cậu có thêm con. Cô thích hành hạ Gregore và sẽ tận dụng mọi cơ hội để hành hạ anh. Cô cũng thích chế giễu Hoàng thượng về sự xấu xí của mình. Ferocia có khiếu hài hước rùng rợn và xem phim kinh dị là phim hài. Khi cô ấy có sức mạnh của mình, cô ấy là một nhân vật phản diện đáng sợ.
Bề ngoài: Ferocia là một phụ nữ thực sự lùn, cao hơn Tom vài inch. Cô cũng béo với thân hình rộng, tay và tay và chân ngắn. Làn da cô có màu trắng nhạt - tím nhạt, tóc cô đen và cô có đôi mắt nâu xỉn. Miệng của cô đã được mô tả là mờ ám và cô luôn luôn tô son đỏ tươi. Mái tóc của cô được tạo kiểu theo kiểu bướm. Cô cũng đeo bóng mắt màu xanh đậm và xỉn màu.
Trang phục: Trong thế giới thực, Ferocia mặc một chiếc váy màu tím dài đến đầu gối với một chiếc thắt lưng màu đen và đôi bốt phù hợp. Ở xứ sở thần tiên, cô mặc một chiếc váy tương tự nhưng màu xanh đậm và một chiếc bùa hình trăng lưỡi liềm màu cam sẫm treo trên cổ. Tóc cô cũng dài hơn nhiều.

## Các tập phim

### Mùa 1
| Tổng hợp số tập | Số tập    | Tên tập phim (tiếng Việt)          | Tên tiếng Anh                    | Tên tiếng Pháp                    | Được viết bởi                   | Nghệ sĩ kịch bản bởi       |
| --------------- | --------- | ---------------------------------- | -------------------------------- | --------------------------------- | ------------------------------- | -------------------------- |
| 1               | 1         | Khoảng trống bộ nhớ                | Memory Gaps                      | Trous de mémoire!                 | Michel Coulon                   | Laurent Jennet             |
| 2               | 2         | Gặp phụ huynh                      | Meet The Parent                  | Bonjour la famille!               | Bob Mittenthall Gloria Ketterer | Charles Vaucelle           |
| 3               | 3         | Lòng tin                           | Trust                            | La confiance règne                | Steve Sustarsic                 | Vincent Dubost             |
| 4               | 4         | Buộc tội                           | Framed!                          | Le vol                            | Yves Coulon Jean-Marc Lenglen   | Laurent Jennet             |
| 5               | 5         | Tình yêu lớn                       | Big Love                         | Trompeuses apparences             | Mark Hodkinson                  | Fred Mintoff Sandra Derval |
| 6               | 6         | Bác Sandman                        | Uncle Sandman                    | Le marchand de sable              | Steve Sustarsic                 | Sandra Derval              |
| 7               | 7         | Người nói tiếng bụng               | The Ventriloquist                | Le ventriloque                    | Richard Conroy                  | Frederic Mintoff           |
| 8               | 8         | Bột điều ước                       | Wishing Powder                   | Lessivés!                         | Mark Hodkinson                  | Vincent Dubost             |
| 9               | 9         | Răng to                            | What Big Teeth You Have          | Que vous avez de grandes dents    | Linda O'Sullivan                | Laurent Jennet             |
| 10              | 10        | Xấu, nhần rỗi và khó chịu          | Ugly, Idle & Nasty               | Affreux, Fainéants et Méchants!   | Yves Coulon                     | Vincent Dubost             |
| 11              | 11        | Khi người yêu tinh yêu nàng tiên   | When An Ogre Loves A Fairy       | L'ogre et la fée                  | Mark Hodkinson                  | Frederic Mintoff           |
| 12              | 12        | Cuộc sống của chó                  | A Dog's Life                     | Une vie de chien                  | Michel Coulon                   | Jean-Luc Abiven            |
| 13              | 13        | Một đám cưới cổ tích               | A Fairytale Wedding              | Pour le meilleur ou pour le pire? | Jean-Marc Lenglen               | Laurent Jennet             |
| 14              | 14        | Sự thật, không có gì ngoài sự thật | The Truth, Nothing But The Truth | La vérité, rien que la vérité!    | MIchel Coulon                   | Frederic Mintoff           |
| 15              | 15        | Chuyến thăm khó xử                 | An Awkward Visit                 | Une visite gênante                | Yves Coulon                     | Laurent Jennet             |
| 16              | 16        | Những vấn đề về gia đình           | Family Matters                   | Affaires de famille               | Alain Vallejo                   | Agop Besson                |
| 17              | 17        | Ú òa                               | Peekaboo Tom!                    | Pas vu, pas pris                  | Yves Coulon Jean-Marc Lenglen   | Vincent Dubost             |
| 18              | 18        | Chôn cất cây đũa phép              | The Wand's Burial                | L'enterrement de la baguette      | Yves Coulon Jean-Marc Lenglen   | Laurent Jennet             |
| 19              | 19        | Con rồng đáng yêu                  | Lovely Dragon                    | Un amour de dragon                | Yves Coulon Jean-Marc Lenglen   | Ludovic Hell               |
| 20              | 20        | Trông trẻ                          | Babysitting                      | Baby-sitting                      | Linda O'Sullivan                | Laurent Jennet             |
| 21              | 21        | Bất cứ điều gì con ước             | Whatever You Wish                | À vos souhaits!                   | Michel Coulon                   | Vincent Dubost             |
| 22              | 22        | Bố chơi không hay                  | Daddy Un-Cool                    | Papa pas cool                     | Marteinn Thorisson              | Ferderic Mintoff           |
| 23              | 23        | Lạnh cứng                          | Deep Freeze                      | Debout là-dedans!                 | Yves Coulon Marc Lenglen        | Laurent Jennet             |
| 24              | 24        | Muỗi tiên                          | Mosquito Fairy                   | Le moustique                      | Michel Coulon                   | Yves Corriger              |
| 25              | 25        | Con một                            | Only Child                       | Fils unique                       | Yves Coulon Jean-Marc Lenglen   | Séverine Morin             |
| 26              | 26 (Cuối) | Ngôi nhà thân yêu                  | Home Sweet Home                  | Conte à rebours                   | Yves Coulon Jean-Marc Lenglen   | Jean-Louis Champault       |

### Mùa 2
| Tổng hợp số tập | Số tập    | Tên tập phim (tiếng Việt)                  | Tên tiếng Anh                         | Tên tiếng Pháp                          | Được viết bởi                                                             | Nghệ sĩ kịch bản bởi            |
| --------------- | --------- | ------------------------------------------ | ------------------------------------- | --------------------------------------- | ------------------------------------------------------------------------- | ------------------------------- |
| 27              | 1         | Kẹo qua kính nhìn                          | Candy Through The Looking Glass       | De l'autre côté du miroir               | Fiona Leibgorin                                                           | Matthieu Pitschon               |
| 28              | 2         | Bị mắc kẹt như một Tomboy                  | Trapped As A Tomboy                   | Un garçon presque manqué                | Lison d'Andrea                                                            | Etienne Pinault                 |
| 29              | 3         | Tương lai thẳng                            | The Future's Tense                    | Futur Imparfait                         | Fiona Leibgorin                                                           | Alexandre Ulmann                |
| 30              | 4         | Một vẻ đẹp tự nhiên                        | A Natural Beauty                      | Belle à l'intérieur                     | Jean-Marc Lenglen                                                         | Olivier Dutranoy                |
| 31              | 5         | Trở nên lan tỏa                            | Going Viral                           | Les stars de l'école                    | Jean-Marc Lenglen                                                         | Jerome Fardini                  |
| 32              | 6         | Chiến dịch hẹn hò                          | Operation Tamara                      | Opération Tamara                        | Jean-Marc Lenglen                                                         | Paul Herve                      |
| 33              | 7         | Bố tớ là siêu anh hùng                     | My Dad The Super Hero                 | Mon père ce super-héros                 | Michel Coulon                                                             | Alexandre Ulmann                |
| 34              | 8         | Một công chúa cho hoàng thượng của mình    | A Princess For His Highness           | Une princesse pour mon Monseigneur      | Alexandre Reverend Renaud Gagnon                                          | Etienne Pinault                 |
| 35              | 9         | Lật ngược tình thế                         | The Tables Have Turned                | La triche                               | Yves Coulon                                                               | Jerome Fardini                  |
| 36              | 10        | Mô hình đất sét                            | The Clay Model                        | Pote à modeler                          | Renaud Gagnon                                                             | Etienne Pinault                 |
| 37              | 11        | Dày hơn bùn                                | Thicker Than Mud                      | Un air de famille                       | Caroline Torreli                                                          | Alexandre Ulmann                |
| 38              | 12        | Cuốn sách thần chú phản công               | The Spellbook Strike Back             | À chacun sa voix                        | Laure-Elizabeth Bourdaud Elisa Loche                                      | Olivier Dutranoy                |
| 39              | 13        | Pixel và hồ sơ                             | The Pixel And The Profile             | Fée's Bok                               | Fiona Leibgorin                                                           | Etienne Pinault                 |
| 40              | 14        | Tom hư cấu                                 | Tom's Tall Tales                      | Tom pousse                              | Arnold Boiseau                                                            | Jerome Fardini                  |
| 41              | 15        | Willoween                                  | Willoween                             | Willoween                               | Renaud Gagnon                                                             | Stéphane Annette                |
| 42              | 16        | Cô tiên bận rộn                            | Fairy Busy                            | Un travail de fée                       | Michel Coulon (dựa trên câu chuyện của Michel Coulon và Charles Vaucelle) | Alexandre Ulmann                |
| 43              | 17        | Cinderella nổi loạn                        | Cinderella's Rebellion                | Cendrillon se rebelle                   | Michel Coulon                                                             | Etienne Pinault                 |
| 44              | 18        | Thuốc của riêng bạn                        | Your Own Medicine                     | Dans la peau d'un crapaud               | Renaud Gagnon                                                             | Stephane Annette                |
| 45              | 19        | Người yêu tinh muốn trở thành ông già Noel | The Ogre Who Wanted To Be Santa Claus | L'ogre qui voulait être le père Noël    | Michel Coulon                                                             | Alexandre Ulmann                |
| 46              | 20        | Niềm vui của người                         | The Delight Of Gründa                 | Les Délices de Gründa                   | Lison d'Andrea                                                            | Alexandre Ulmann                |
| 47              | 21        | Hoàng tử, con ếch và phù thủy              | The Prince, The Frog And The Witch    | Le Prince, la grenouille et la sorcière | Michel Coulon                                                             | Etienne Pinault                 |
| 48              | 22        | Trái tim lai                               | The Hybrid Heartthrob                 | L'Idéal de Cindy                        | Yves Coulon                                                               | Etienne Pinault                 |
| 49              | 23        | Giáo sư Ferocia                            | Professor Ferocia                     | Mademoiselle Férocette                  | Fiona Leibgorin                                                           | Stephane Annette                |
| 50              | 24        | Bản chất của con thú                       | The Nature Of The Beast               | Grégor dans tous ses états              | Lison d'Andrea                                                            | Jerome Fardini Alexandre Ulmann |
| 51              | 25        | Ferocia hôn thu                            | Ferocia Fiancé                        | Les Fiançailles de Férocia              | Caroline Torrelli                                                         | Alexandre Ulmann                |
| 52              | 26        | Chỉ có Tom                                 | Tom Only                              | Tom sans famille                        | Laure-Elizabeth Bourdaud Johanna Goldschmidt Elisa Loche                  | Alexandre Ulmann                |
| 53              | 27        | Im lặng lạ thường                          | Cat's Got Your Tongue                 | Une vie de chat                         | Michel Coulon                                                             | Stéphane Annette                |
| 54              | 28        | Jojo Dodo                                  | Jojo The Dodo                         | C'est pas Jojo                          | Lison d'Andrea                                                            | Alexandre Ulmann                |
| 55              | 29        | Chuyến đi thực địa tồi tệ                  | The Big Bad Field Trip                | Promenons-nous dans les bois            | Elisa Loche                                                               | Stéphane Annette                |
| 56              | 30        | Cô Ferocia tốt bụng                        | Mrs. Nice Ferocia                     | Férocia super sympa                     | Fiona Leibgorin                                                           | Alexandre Ulmann                |
| 57              | 31        | Khỏe như một người yêu tinh                | Strong As An Orge                     | Petit ogre deviendra grand              | Cyril Deydier Renaud Gagnon                                               | Etienne Pinault                 |
| 58              | 32        | Trong giấc mơ của bạn                      | In Your Wildest Dream                 | Même pas en rêve                        | Michel Coulon                                                             | Alexandre Ulmann                |
| 59              | 33        | Bậc thầy của ảo tưởng                      | Master Of Delusion                    | Abracadabra                             | Michel Coulon                                                             | Alexandre Ulmann                |
| 60              | 34        | Con chó sói                                | Big Bad Dog                           | Le Grand gentil loup                    | Elisa Loche Pierre Le Gall                                                | Etienne Pinault                 |
| 61              | 35        | Con cá bị mất nước                         | A Fish Out Of Water                   | Comme un poisson dans l'eau             | Renaud Gagnon                                                             | Stéphane Annette                |
| 62              | 36        | Một gia đình không có cô tiên              | My Not-Fairy Family                   | Ma famille pas féerique                 | Fiona Leibgorin                                                           | Alexandre Ulmann                |
| 63              | 37        | Giấc mơ lễ tình nhân                       | A Valentine's Pipe Dream              | Ma sorcière mal-aimée                   | Lison d'Andrea                                                            | Alexandre Ulmann                |
| 64              | 38        | Trò                                        | A Children's Game                     | Un jeu d'enfants                        | Lison d'Andrea                                                            | Alexandre Ulmann                |
| 65              | 39        | Không thể tách rời                         | Inseparables                          | Inséparables                            | Lison d'Andrea                                                            | Stéphane Annette                |
| 66              | 40        | Tàn ác nhất trong số họ                    | The Cruelest Of Them All              | Blanche-Niaise et les sept nains        | Renaud Gagnon                                                             | Etienne Pinault                 |
| 67              | 41        | Người đẹp và quái vật                      | Beauty And The Beast                  | La belle et la grosse bête              | Michel Coulon                                                             | Stéphane Annette                |
| 68              | 42        | Hoàng tử không duyên dáng                  | Prince Not-So-Charming                | Monseigneur dans toute sa splendeur     | Fiona Leibgorin                                                           | Alexandre Ulmann                |
| 69              | 43        | Tình yêu cho chị đôi cánh                  | Love Give You Wing                    | L'amour donne des ailes                 | Elisa Loche Pierre Le Gall                                                | Etienne Pinault                 |
| 70              | 44        | Chàng yêu tinh quyến rũ                    | The Charming Orge                     | L'Ogre charmant                         | Caroline Torrelli Pierre Le Gall                                          | Alexandre Ulmann                |
| 71              | 45        | Không thể làm cháu sợ                      | Can't Scare Me                        | Même pas peur                           | Renaud Gagnon                                                             | Stephane Annette                |
| 72              | 46        | Gương trên tường                           | Mirror, Mirror, Off The Wall          | Miroir, mon beau miroir                 | Michel Coulon                                                             | Alexandre Ulmann                |
| 73              | 47        | Một ngày gần hoàn hảo                      | An Almost Perfect Day                 | Une journée presque parfaite            | Renaud Gagnon                                                             | Alexandre Ulmann                |
| 74              | 48        | Dưới mũi                                   | Right Under Your Nose                 | Au nez et à la barbe                    | Lison d'Andrea                                                            | Alexandre Ulmann                |
| 75              | 49        | Cây đũa thần bị gãy                        | The Broken Wands                      | Maman, on a cassé la baguette!          | Lison d'Andrea                                                            | Alexandre Ulmann                |
| 76              | 50        | Bạn thân mới của tôi                       | My New Best Friend                    | Ma nouvelle meilleure amie              | Elisa Loche Pierre Le Gall                                                | Stephane Annette                |
| 77              | 51        | Công chúa Melba III                        | Princess Melba Three                  | Princesse Melba III                     | Renaud Gagnon                                                             | Romain Cislo                    |
| 78              | 52 (Cuối) | Hoán đổi cơ thể                            | In My Shoe                            | Vis ma vie                              | Pierre Le Gall                                                            | Alexandre Ulmann                |

## Phát sóng
Tại Mỹ Latinh, bộ phim được phát sóng trên Disney Channel. Ở châu Á, cũng được phát sóng trên Disney Channel.
| Quốc gia    | Kênh                                 |
| ----------- | ------------------------------------ |
| Úc          | ABC                                  |
| Bỉ          | VRT                                  |
| Pháp        | Disney Channel, France 3, Gulli      |
| Đức         | Disney Channel, Super RTL            |
| Hy Lạp      | Disney Channel                       |
| Ý           | Disney Channel                       |
| Maroc       | 2M                                   |
| Ba Lan      | Disney Channel                       |
| Bồ Đào Nha  | SIC K                                |
| Serbia      | Disney Channel                       |
| Tây Ban Nha | Disney Channel                       |
| Thụy Sĩ     | TSR, Minimax                         |
| Thổ Nhĩ Kỳ  | Disney Channel, Smart Çocuk, Kidz TV |